# بوخاندا
بوخاندا (به اسپانیایی: Bujanda) یک منطقهٔ مسکونی در اسپانیا است که در استان آلابا واقع شده‌است. بوخاندا ۱۹ نفر جمعیت دارد و ۶۱۵ متر بالاتر از سطح دریا واقع شده‌است.